# ヨハン・ベルンハルト・バゼドウ

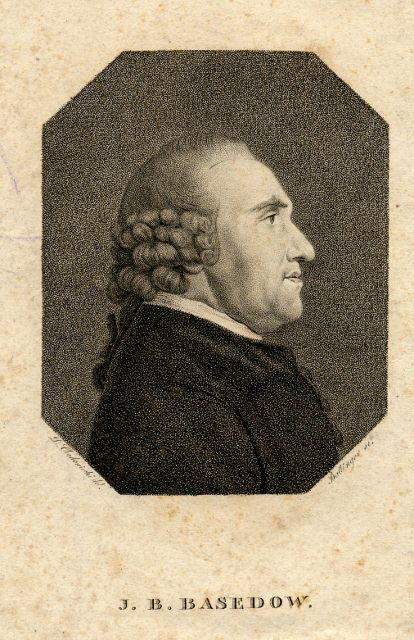
ヨハン・ベルンハルト・バゼドウ

ヨハン・ベルンハルト・バゼドウ（Johann Bernhard Basedow、1724年9月11日-1790年7月25日）は、ドイツ、ハンブルク生まれの教育者、著述家、汎愛主義者。

## 生涯
バゼドウは、啓蒙主義の時代の教育改革運動のひとつ汎愛派の指導者の１人である。彼らは社会にとっての個人の有用性、効能性を求めて、社会が自ずと変わっていくような新教育を目指した。
バゼドウは、当初ライプツィヒ大学に学び、その後家庭教師や、アカデミーの教師をした。1771年アンハルトのレオポルト3世の招聘を受けてデッサウに赴き、そこで自らの教育学的、改革的な理想を実現しようと試みた。デッサウで、汎愛学院（Philantropinum）という学校、彼の言葉では「人間性の苗床学校」（Pflanzschule der Menschheit）を創立、さまざまな出自の子どもたちを啓蒙教育的な考え方（それぞれの身分階級に応じた）で教育しようとした。
1774年12月のこの学校が創立されるや否や、多額の寄付が寄せられ、生徒たちの数もうなぎ上りに増えていった。これらはほとんどが良家の裕福な階層のこどもたちであった。また貧民の子どもたちも助手として受け入れた。更に名のある教師たちが、スタッフとして集められた。たとえば、ヨアヒム・ハインリヒ・カンペ、エルンスト・クリスティアン・トラップ、クリスティアン・ゴットヒルフ・ザルツマンなどである。啓蒙主義の教育者たちから批判された詰め込み学習や体罰のある学校に対して、バゼドウは、初歩の授業の中に遊び的な要素を取り入れたり、直観と自己活動による学習や生きた外国語の学習、母国語を大切にすることなどを強調した。寄宿舎での教師と教え子の密な交わりは、この学校からそのスタイルが生まれてきたといわれる。
1774年ヨハン・ヴォルフガング・ゲーテ、ヨハン・カスパー・ラヴァーターと共にラーン川旅行を試みる。 
1793年デッサウの汎愛学院は、長期に渡る教員スタッフ間の紛争、及び組織上、経営上の問題から閉鎖に追い込まれる。バゼドウは、自分の目的が実現されえないのを見て、1776年に既に組織の院長の座から退いていた。彼は、その上教員集団を一つに束ねて、それぞれに相応しい仕事をしてもらえるように統率できるだけの技量も持ち合わせていなかった。彼が、怒りっぽく狭量な性格をとやかく言われるのは、決して故なしのことではない。バゼドウの宗教観については、著名な画家で、銅版画家のダニエル・ホドヴィエツキ（1726年-1801年）が、彼の『ベルリンからドレスデン、ライプツィヒ、ハレ、デッサウを巡る余暇旅行の旅日記、1789年』の中で、デッサウの有名な教育者について書き残している。「彼は過去や現在、そして将来のことについてよく喋る。彼は自身を社会改良家だと告白し、この見解に沿って息子を教育してきたという、・・・」と。バゼドウを三位一体の信仰告白から遠ざけたと見られるこの進歩主義的な信条は、啓蒙主義者が牧師や神父たちと軋轢を生じることになった原因の一つでもあっただろう。
バゼドウの教授法のさらに決定的な基礎となったのが、1774年に刊行した『入門書』（Elementarwerk）である。これは全9巻からなり、教育の根本問題、さらに人間、論理、宗教、そして道徳論、仕事や人間の身分階層、歴史や博物学まで扱ったものである。
当時の最も名のある挿絵画家ダニエル・ホドヴィエツキが、この本のために版画を制作した。バゼドウはこの『入門書』と合わせて、数学、自然科学的な内容の教科書（Realienbuch）も執筆している。これは文章と絵と専門的な内容を組み合わせたもので、対話方式で内容が展開していくものである。バゼドウは、マクデブルクで亡くなり、ハンブルクとマクデブルクに彼の名を採ったバゼドウ通りがある。

## 文献
- Johann Christian Meier: Johann Bernhard Basedow's Leben, Charakter und Schriften unparteiisch beurtheilt, 2 Bände, Hamburg 1791/92